# İ
（帶上句點I；又稱i-上句點）在土耳其语字母中，有两种不同形式的字母，分别为上部分带点的与不带点的「I」。除了土耳其语外，阿塞拜疆语、克里米亚鞑靼语、哈萨克语、撒拉尔语和鞑靼语等也使用这两个字母。

## 音值
字母是用来表示闭前不圆唇元音（/i/）。大写和小写的字母的上部分都带点。
例子： (伊斯坦堡的拼法是用i音而不是音开始。)

## 电脑应用
在Unicode U+0131（ı）是小写的不带点的i，U+0130（İ）是大写的带点I。ISO/IEC 8859-9把它们分别放在0xDD和0xFD.带有附加符号的小写i，通常会先把一点除去，但是，Unicode仍然在“组合字符串”中列出使用带点的「i」.
以Unicode处理大小写的软件，通常会把转为「I」，转为「i」，但除非像有些软件，可指定以土耳其语方式处理大小写，否则若将一段文字转为大写再转为小写，会得出与原本不同的文字。
由Windows Vista开始，在Microsoft Windows SDK，有些相关的函数有个NORM_LINGUISTIC_CASING 参数，去指明在土耳其语和阿塞拜疆语的语言环境中，「I」应该对应到、「i」应该对应到。
在LaTeX排版语言中，不带点的i可使用\i输入。

## 計算編碼
|             | İ                       | İ                       | i              | i              |
| ----------- | ----------------------- | ----------------------- | -------------- | -------------- |
| Unicode名称 | 拉丁字母大寫 I 帶上句點 | 拉丁字母大寫 I 帶上句點 | 拉丁字母小寫 I | 拉丁字母小寫 I |
| 编码        |                         |                         |                |                |
| Unicode     | 130                     | U+0130                  | 69             | U+0069         |
| UTF-8       | 196 176                 | C4 B0                   | 105            | 69             |
| UTF-16      | 304                     | 0130                    | 105            | 0069           |
| 字符值引用  | &#304;                  | &#x130;                 | &#105;         | &#x69;         |
| ISO 8859-9  | 221                     | DD                      | 105            | 69             |
| ISO 8859-3  | 169                     | A9                      | 105            | 69             |

## 字符编码
| 字符编码 | Unicode | ISO 8859-3 | ISO 8859-9 |
| -------- | ------- | ---------- | ---------- |
|          | U+0130  | A9         | DD         |
|          | U+0069  | 69         | 69         |

## 参閲
- 小點（tittle）
- І і（西里尔字母）
- И и（西里尔字母）
- Й й（西里尔字母）
- Η η（希腊字母）
- I ı（拉丁字母）
- I i（拉丁字母）
- H h（拉丁字母）